# 「22」〜西野亮廣アワー〜
「22」〜西野亮廣アワー〜（にじゅうに にしのあきひろ-）とは、2006年12月18日から2007年2月19日までヨシモトファンダンゴTVで生放送されていた番組。全3回。

## 内容
1時間30分西野亮廣の同期であるNSC22期生のメンバーを招いて話すトーク番組。

## 出演
- キングコング西野亮廣

### ゲスト
- 第1回 南海キャンディーズ山里
- 第2回 NON STYLE
- 第3回 ダイアン

## 初回放送日
- 第1回 2006年12月18日
- 第2回 2007年1月22日
- 第3回 2007年2月19日